# Lisa Klein
Lisa Klein (ur. 15 lipca 1996 w Saarbrücken) – niemiecka kolarka szosowa i torowa, mistrzyni olimpijska (2020) i wielokrotna medalistka mistrzostw świata i Europy.

## Kariera
Pierwszy sukces w karierze osiągnęła w 2013 roku, kiedy zdobyła srebrny medal w sprincie drużynowym podczas torowych mistrzostw Europy juniorów. W 2014 roku zdobyła srebrne medale w wyścigu punktowym na mistrzostwach Europy juniorów i w indywidualnym wyścigu na dochodzenie na mistrzostwach świata juniorów. W 2015 roku zdobyła srebro w drużynowym wyścigu na dochodzenie na torowych mistrzostwach Europy w kategorii U-23. Rok później, razem z zespołem Cervélo-Bigla Pro Cycling wywalczyła brązowy medal w drużynowej jeździe na czas na szosowych mistrzostwach świata w Doha. W tej samej konkurencji zdobyła następnie brąz na MŚ w Bergen (2017), złoto na MŚ w Innsbrucku (2018), srebro na MŚ w Harrogate (2019) oraz złoto podczas MŚ w Leuven (2021).
W międzyczasie zdobyła też dwa medale w kolarstwie torowym: podczas mistrzostw świata w Pruszkowie w 2019 roku była trzecia w indywidualnym wyścigu na dochodzenie, a rok później była trzecia w drużynowym wyścigu na dochodzenie na mistrzostwach świata w Berlinie. Zdobyła również złoto w drużynowym wyścigu na dochodzenie na igrzyskach olimpijskich w Tokio w 2020 roku.
Ponadto wygrała BeNe Ladies Tour w latach 2019 i 2021 oraz Bloeizone Fryslân Tour w 2019 roku, była druga (2019) i trzecia (2021) w wyścigu Nokere Koerse oraz trzecia w wyścigu Gandawa-Wevelgem (2018).